# Миасс (река)
Миа́сс (Мияс; баш. МФА: Мейәсо файле, рус. дореф. Міясъ, Міассъ) — река в России, на Южном Урале и в Западной Сибири, правый и самый крупный приток реки Исети (бассейн Иртыша).

## Гидрология
Длина реки составляет 658 км. Площадь водосборного бассейна — 21 800 км². Средний расход воды около устья 16,2 м³/с. Падение высоты от истока до устья составляет 508 м.
Исток находится в 11 км к северо-западу от деревни Орловки Башкортостана, на восточном склоне хребта Нурали, на высоте около 600 м над уровнем моря.
От истока протекает с запада на восток по территории Учалинского района, у деревни Ильчигулово поворачивает на северо-восток, и далее течёт по территориям Челябинской и Курганской областей.
Устье находится в 20 км к северу от посёлка городского типа Каргаполье; впадает в реку Исеть в 218 км от её устья, на высоте 66 м над уровнем моря.
Основные притоки: Атлян, Большой Киалим, Бишкиль, Зюзелга, Биргильда. Наиболее крупный приток — левый — Верхний Иремель.

## Этимология
Возможно название происходит от тюркского слова меес — «безлесное отлогое место», «покатость», «южная сторона горы».

### О возникновении второй буквы «с» в названии гидронима
До 1920-х годов название гидронима «Миас»(«Мияс») было неустойчиво. Историк М. А. Бабкин утверждает, что вторая буква «с» в названии реки — от названия железнодорожной станции Транссибирской магистрали — Миасс. Он даёт следующее объяснение появления второй буквы «с»: 1) от одного из вариантов наименования населённого пункта Миасский завод в начале 1890-х годов возникло официальное название железнодорожной станции Транссибирской магистрали — Миасс; 2) в 1910-е годы начался процесс унификации топонимов: наименование станции постепенно было распространено на название реки, ставшей называться «Миасс», а позднее, с 11 ноября 1919 года, — города Миасс. В конце 1920-х годов в справочно-энциклопедических и картографических изданиях закрепился почти единственный вариант топонимов — Миасс. Со второй половины 1930-х годов гидроним Миасс принял устойчивый вид: с двумя буквами «с».

## Хозяйственное использование
Начиная от истоков река зарегулирована плотинами, которые перемежаются с раскопанными драгой котлованами и небольшими озёрами. Первое серьёзное водохранилище — Миасский пруд. Далее река течёт через одноимённый город на север, вдоль Ильменского хребта, на северной оконечности которого устроено ещё одно водохранилище — Аргазинское. Это самый большой искусственный водоём в Челябинской области, служащий резервным источником водоснабжения города Челябинска. Следующее водохранилище на Миассе — Шершнёвское, уже в черте Челябинска. Используется для водоснабжения города. В центре Челябинска Миасс подпружен и разливается на ширину около трёхсот метров.
Воды Миасса подвергаются сильному антропогенному воздействию и в значительной мере загрязнены. В районе Челябинска в воде регистрируется серьёзное превышение предельной допустимой концентрации азота аммонийного (до 30 ПДК), фосфатов (до 8 ПДК), железа (до 11 ПДК), нефтепродуктов (до 7 ПДК) и др. Способность реки к самоочистке русла исчезла, постоянно предлагается убрать плотину и пустить Миасс как есть. В отчёте Министерства природных ресурсов и экологии за 2007 год река названа одной из наиболее загрязнённых в России за последние 15-20 лет. Экологическая обстановка на притоке Миасса реке Сак-Елга соответствует параметрам зоны экологического бедствия.

## Притоки
(указано расстояние от устья)
- 12 км: Табарка
- 71 км: Травянка
- 80 км: Окуневка
- 98 км: Грязнуха
- 104 км: Боровлянка
- 129 км: Скакун
- 142 км: Каменка
- 155 км: Карачелка
- 177 км: Тукманка
- 202 км: Чумлячка
- 203 км: Чумляк
- 239 км: Чесноковка
- 326 км: Зюзелга
- Игуменка
- Чикинка
- Серозак
- 382 км: Биргильда
- 418 км: Чубар-Айгыр
- 435 км: Бишкиль
- 457 км: Караси
- 478 км: Сырыелга
- 527 км: Аткус
- 532 км: Сак-Элга
- 535 км: Большой Киалим
- 546 км: Тыелга
- 560 км: Селянка
- 564 км: Куштумга
- Атлян
- 596 км: Чёрная
- 619 км: Верхний Иремель

## Данные водного реестра
По данным государственного водного реестра России относится к Иртышскому бассейновому округу, водохозяйственный участок реки — Миасс от истока до Аргазинского гидроузла, речной подбассейн реки — Тобол. Речной бассейн реки — Иртыш.
Код объекта в государственном водном реестре — 14010500812111200003411.

## Галерея
- Река в Челябинске, ниже Шершнёвского водохранилища. Вид с правого берега, с запада
- Челябинский цирк и Зал камерной музыки «Родина» за городским прудом на реке
- Река в Челябинске, на ближнем плане мост на Свердловском проспекте